# Nyári kánon
A Nyári kánont John of Fornsete jegyezte le 1240 előtt néhány évvel. Ez az európai többszólamú zene egyik első írásos emléke. Bizonytalan, hogy Fornsete a szerzője a dalnak, vagy csak lejegyzője; az utóbbit tartják valószínűbbnek. Fornsete-ről annyit tudni, hogy a Reading Abbey(en)-ban volt szerzetes, és 1238-ban vagy 1239-ben halt meg.
A szöveg 1260 körül keletkezett. Szerzője ismeretlen. Vaskó Andor fordította magyarra.

## Kotta és dallam
Künn a fákon újra szól a víg kakukkmadár.

Napsugárban úszik minden, száll az illatár.

Nyár van, nyár. Röpke lepke száll virágra, zümmög száz bogár.

Lombos ágon csókot vált az ifjú gerlepár,

nyár van, nyár van, kakukk szól már a fák közt: „Kakukk, de szép a nyár!”

## Felvételek
- Nyár-kánon. Liszt Ferenc Zeneművészeti Főiskola Kamarazenekara, vezényel Pécsi Géza  YouTube (1988. augusztus 24.)  (Hozzáférés: 2016. augusztus 17.) (audió)
- Fornsete:  Nyár kánon. A 40 éves Magyar Rádió és Televízió Gyermekkórusa, vezényel Botka Valéria  YouTube (1995. október 1.)  (Hozzáférés: 2016. augusztus 16.) (videó)
- Sumer is icumen in (Nyár-kánon). Szent István Zeneművészeti Szakközépiskola vegyeskara, vezényel TŐKÉS Mária Tünde  YouTube (2011. november 22.)  (Hozzáférés: 2016. augusztus 17.) (videó)
- Nyár kánon. Musculus Vocalise vegyeskar  YouTube (2011. augusztus 19.)  (Hozzáférés: 2016. augusztus 17.) (videó)